# Квебецька цитадель
Квебе́цька цитаде́ль (фр. Citadelle de Québec, англ. Citadel of Quebec) — захищені оборонним муром військова база й резиденція Генерал-губернатора у місті Квебек недалеко від полів Авраама. Завдяки фортеці Квебек лишається одним з двох міст у Північній Америці, чий центр захищений оборонними мурами.
Неподалік від цитаделі розміщені Будинок парламенту Квебека, провінційні урядові будинки та декілька великих готелів.
З 1920 року тут розташовується 22-й Королівський батальйон (фр. Royal 22e Régiment.

## Історія

### Французький період
Оборонний мур стародавнього міста Квебек був побудований ще за інструкціями французького губернатора Фронтенака (фр. Louis de Buade de Frontenac) в 1690 році. Згодом французький військовий інженер Жак Левасер де Нере (фр. Jacques Levasseur de Néré) (1662—1723) запропонував план фортифікації, який апробував Себаст'єн-ле-Претр-де-Вобан, представник короля Франції Людовика XIV.
В 1745, після захоплення Новою Англією і Королівським військово-морського флотом Великої Британії Луїсбурзької фортеці (фр. Forteresse de Louisbourg), французький військовий інженер Гаспар-Жозеф-Шосегро-де-Лері (фр. Gaspard-Joseph Chaussegros de Léry) розбудував та розширив фортецю.

### Англійський період
В 1821 — 1831 роках війська Великої Британії під орудою підполковника Елайаса Волкера Дернфорда збудували тут бастіон у формі зірки.
Фредерік Гамільтон-Темпл-Блаквуд, перший маркіз Дафферін та Ави і генерал-губернатор Канади в 1872—1878 роках, зробив Квебецьку цитадель резиденцією генерал-губернатора Канади.
У Квебецькій цитаделі відбулася таємна військова Квебекська конференція 1943 р. між президентом США Франкліном Делано Рузвельтом, прем'єр-міністром Великої Британії Вінстоном Черчиллем і Маккензі Кінгом — десятим прем'єр-міністром Канади, які обговорювали стратегію союзників у Другій світовій війні.

## Світлини

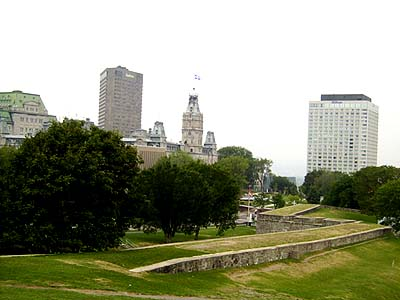
Мур Квебекської цитаделі
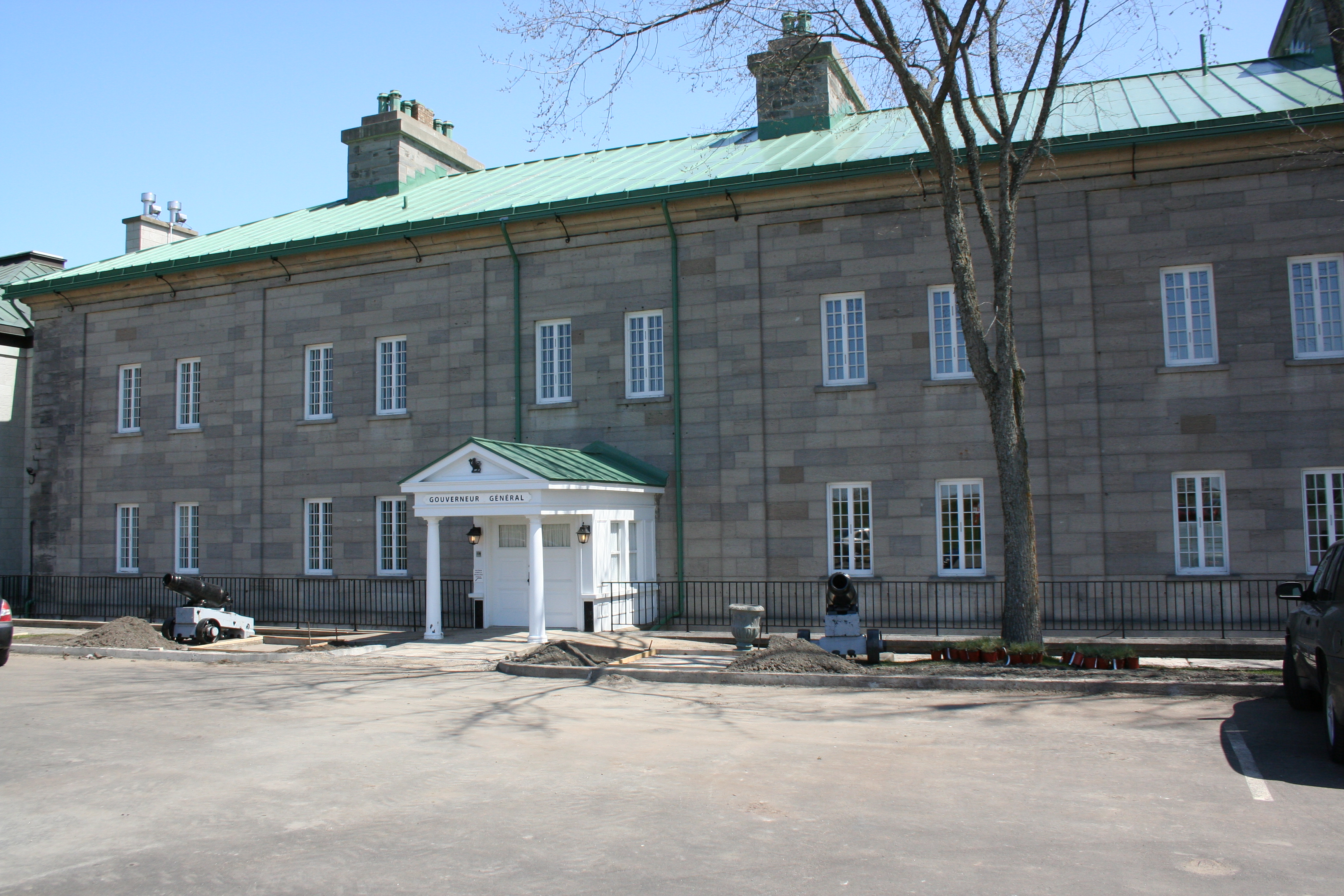
резиденція генерал-губернатора Канади
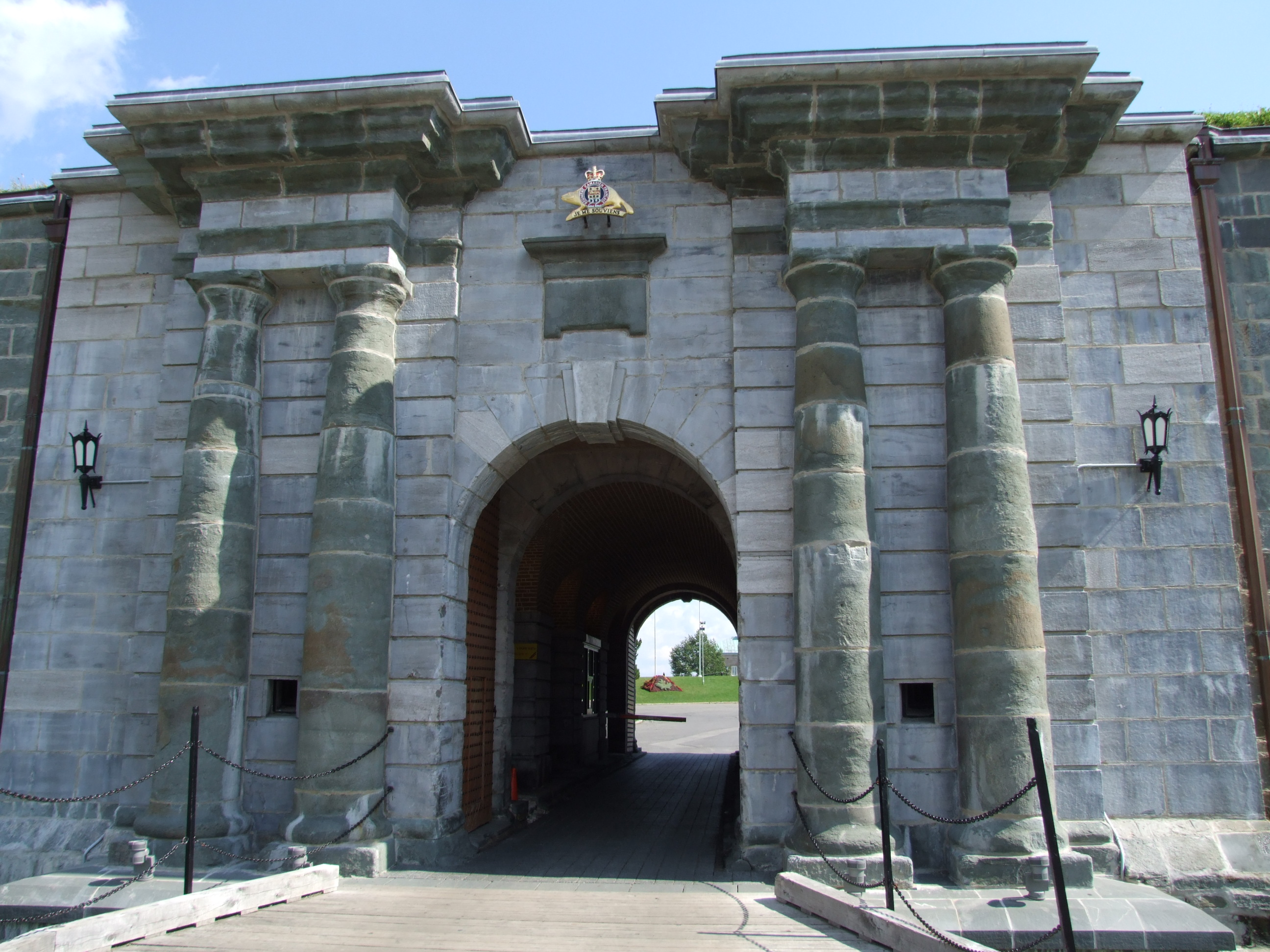
Головні ворота Квебекської цитаделі